# Pedro Cosio
Pedro Cosio (* 8. Oktober 1873 in Montevideo; † 1943) war ein uruguayischer Politiker, Diplomat und Volkswirt.
Cosio war der Sohn von Domingo Cosio und Angela Madsen. Er gehörte der Partido Colorado an und saß in der 24. Legislaturperiode vom 15. Februar 1911 bis zum 27. März 1913 als Abgeordneter für das Departamento Montevideo in der Cámara de Representantes. Später übte er auch von 1913 bis 1916 das Amt des Finanzministers aus. Ab dem 21. November 1918 bis zum 4. Oktober 1919 hatte er die Position des Gesandten Uruguay in den USA inne. Von 1927 bis 1932 war er uruguayischer Botschafter in der Weimarer Republik.

## Zeitraum seiner Parlamentszugehörigkeit
- 15. Februar 1911 bis 27. März 1913 (Cámara de Representantes, 24.LP)